# 绿头薹草
绿头薹草（学名：Carex chlorocephalula）为莎草科薹草属下的一个种。分布于中国大陆的云南西部和西北等地，生长于海拔2,200米至2,850米的地区，多生长于松林中、干燥山坡以及云南松林中，目前尚未由人工引种栽培。

## 扩展阅读
- 維基物種上的相關：绿头薹草